# Bourboulenc
Le bourboulenc est un cépage blanc de raisin de cuve, à maturité tardive, cultivé essentiellement dans le Sud de la France (c'est l'un des treize cépages pouvant entrer dans le châteauneuf-du-pape). Il se conduit en taille courte. Il peut être utilisé en raisin de table, ses grappes se conservant assez bien. Il donne d'après Pierre Galet des vins avec de légères notes florales.

## Caractéristiques

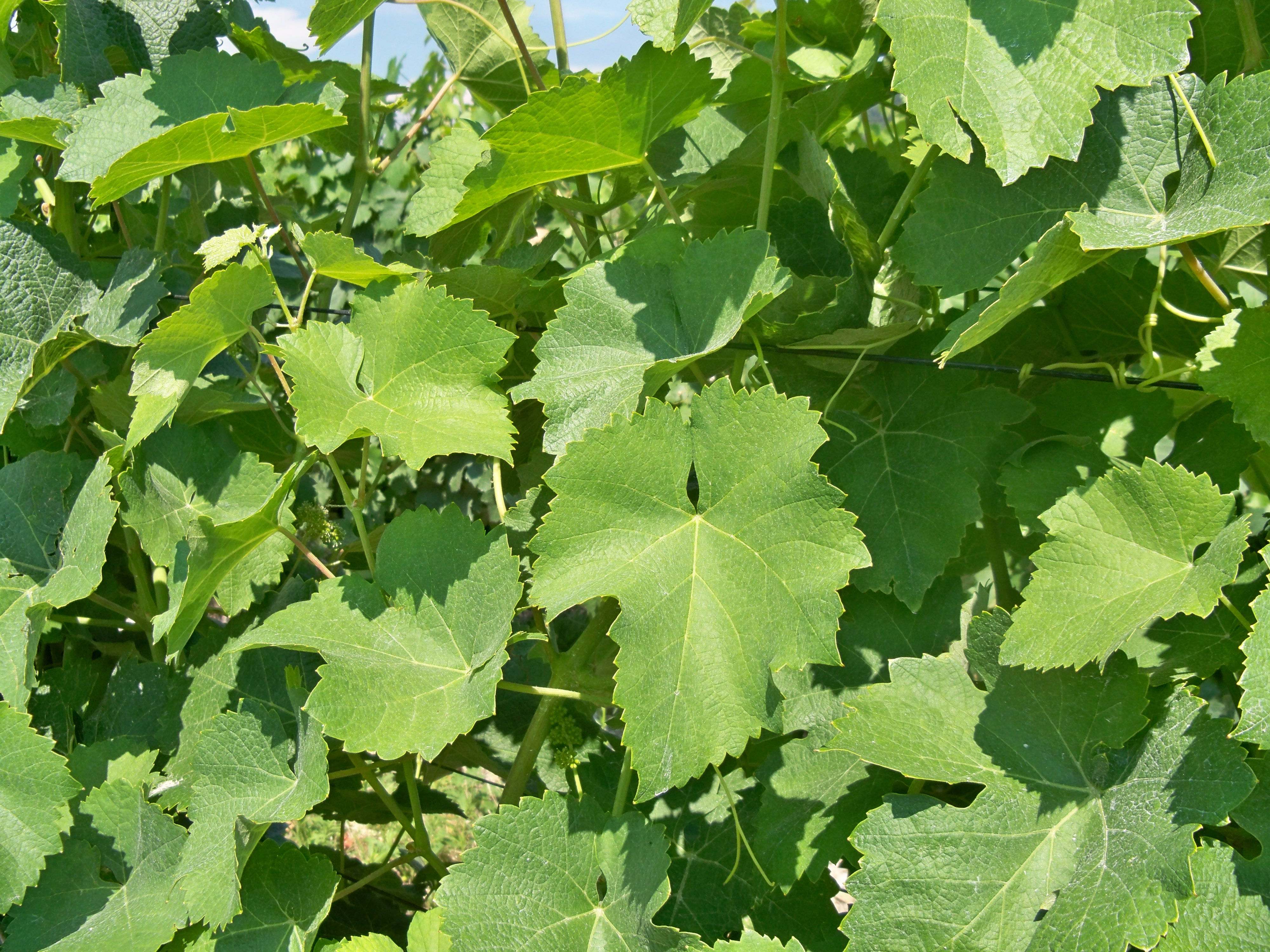
Feuillage du bourboulenc.

Variété tardive et peu aromatique, ce cépage aime les terroirs secs, chauds et de faible altitude. Il est donc particulièrement adapté aux piémonts des collines provençales et languedociennes. Cultivé en plaine, il a tendance à devenir vigoureux. En assemblage avec le grenache blanc et la clairette, il est porteur d'équilibre et d'arômes d'une grande finesse (amande amère, vanille, pomme verte). Longtemps récolté en surmaturité, il donnait, par manque d'acidité des vins déséquilibrés et sans réelle expression. Dans de bonne conditions de maturité, on le vendange au début octobre et avec une vinification à basse température, on obtient un vin nerveux, très floral, plein d'arômes subtils quoique légèrement fugaces.

## Synonymes
Le bourboulenc est aussi dénommé berlou blanc, blanquette, blanquette du Frontonnais, blanquette du Gard, blanquette menue, bourboulanc, bourboulenco, bourbouleng, bourboulenque, bourbounenco, burbulen, clairette à grains ronds, clairette blanche, clairette dorée, clairette dorée de Paulhan, clairette grosse, clairette rousse, clairette rousse du Var, doucillon, frappad, grosse clairette, malvoisie, malvoisie du Languedoc, mourterille, ondenc, picardan, roussaou, roussette, et roussette de Vaucluse.